# (5914) Kathywhaler
(5914) Kathywhaler es un asteroide perteneciente al cinturón exterior de asteroides, región del sistema solar que se encuentra entre las órbitas de Marte y Júpiter, más concretamente a la familia de Sylvia, descubierto el 20 de noviembre de 1990 por Robert H. McNaught desde el Observatorio de Siding Spring, Nueva Gales del Sur, Australia.

## Designación y nombre
Designado provisionalmente como 1990 WK. Fue nombrado Kathywhaler en homenaje a Kathryn Anne Whaler, profesora de geofísica en la Universidad de Edimburgo, conocida por usar el geomagnetismo para investigar la dinámica y la historia térmica del núcleo de la Tierra, especialmente mediante observaciones por satélite, y por extender estas técnicas al estudio de Marte. Fue presidenta de la Royal Astronomical Society, 2004-2006.

## Características orbitales
Kathywhaler está situado a una distancia media del Sol de 3,543 ua, pudiendo alejarse hasta 3,858 ua y acercarse hasta 3,227 ua. Su excentricidad es 0,088 y la inclinación orbital 10,37 grados. Emplea 2435,89 días en completar una órbita alrededor del Sol.

## Características físicas
La magnitud absoluta de Kathywhaler es 10,9. Tiene 38,097 km de diámetro y su albedo se estima en 0,062. 